# Martin Butler
Martin Butler és un director, productor i cineasta australià, conegut per la seva feina a First Footprints (2013), Tanna (2015) i A Sense of Self (2016). Per Tanna va estar nominat a l'Oscar a la millor pel·lícula de parla no anglesa a la 89ena edició.

## Filmografia
- A Sense of Self (director, productor) (2016)
- Tanna (director, productor i guionista) (2015)
- First Footprints (director, productor i guionista) (2013)

## Premis
| Premi                                     | Categoria                             | Nominat(s)                                    | Resultat  | Ref(s)      |
| ----------------------------------------- | ------------------------------------- | --------------------------------------------- | --------- | ----------- |
| Premis AACTA                              | Millor Pel·lícula                     | Martin Butler, Bentley Dean i Carolyn Johnson | Nominat   | [ 3 ]       |
| Premis AACTA                              | Millor Direcció                       | Martin Butler i Bentley Dean                  | Nominat   | [ 3 ]       |
| Premis AACTA                              | Millor Cinematografia                 | Bentley Dean                                  | Nominat   | [ 3 ]       |
| Premis AACTA                              | Millor Banda Sonora                   | Antony Partos                                 | Guanyador | [ 3 ]       |
| Premis AACTA                              | Millor So                             | James Ashton, Emma Bortignon i Martin Butler  | Nominat   | [ 3 ]       |
| Oscars                                    | Millor pel·lícula de parla no anglesa | Martin Butler i Bentley Dean                  | Pendent   | [ 4 ] [ 5 ] |
| African-American Film Critics Association | Millor Pel·lícula Estrangera          | Tanna                                         | Guanyador | [ 6 ]       |